# Switch (film, 2011)
Pour les articles homonymes, voir Switch.
Pour plus de détails, voir Fiche technique et Distribution.
Switch est un film français réalisé par Frédéric Schoendoerffer, sorti en 2011.

## Synopsis
À la suite d'une déconvenue professionnelle, une jeune graphiste montréalaise, Sophie Malaterre, décide d'échanger son appartement pour les vacances avec une Parisienne, Bénédicte Serteaux, via un site internet : switch.com. Mais, le lendemain matin de son arrivée à Paris, la police débarque dans l'appartement et révèle la présence d'un cadavre décapité dans une chambre dont la porte était fermée à clé la veille. Qui plus est, il n'y a pas de Sophie Malaterre sur les listes de vol en provenance de Montréal, et le site switch.com n'existe pas.

## Fiche technique
- Réalisation  : Frédéric Schoendoerffer
- Scénario : Jean-Christophe Grangé (scénario original, adaptation et dialogues) et Frédéric Schoendoerffer (adaptation et dialogues)
- Photographie : Vincent Gallot
- Musique : Bruno Coulais
- Production : Pathé, Carcharodon, France 2 Cinéma, Jouror Productions, L&G, Tercera Prod, Canal+, CinéCinéma, France Télévision, Cofinova 7, Banque Populaire Images 11
- Distribution : Pathé
- Pays d'origine :  France
- Langue : français
- Durée : 100 minutes
- Date de sortie :  France 6 juillet 2011
- Classification :
  - France : Tout public lors de sa sortie en salles mais déconseillé aux moins de 12 ans à la télévision

## Distribution
- Karine Vanasse : Sophie Malaterre
- Stéphane Demers : Inspecteur Montréal Lachaux
- Éric Cantona : Damien Forgeat
- Mehdi Nebbou  : Stéphane Defer
- Aurélien Recoing : Delors
- Niseema Theillaud : Alice Serteaux (au générique : Niseema)
- Karina Testa : Bénédicte Serteaux
- Bruno Todeschini : Verdier
- Stéphan Guérin-Tillié : Policier, 3e de groupe
- Maxim Roy : Claire Marras
- Karim Saleh : Kourosh
- Jacob Desvarieux : Pat
- Ludovic Schoendoerffer : le légiste
- Laëtitia Lacroix : La psy
- Sophie Faucher : Marianne Malaterre
- Cyril Lecomte : Koskas
- Claude Lulé

## Accueil

### Box-office
- France : 274 862 entrées

## Distinctions

### Nomination
- Polar and co - Festival du Polar de Cognac 2011 (édition n°16) : Compétition cinéma « Prix Polar du meilleur film 2011 »[1].

## Autour du film

### Lieux de tournage
- Paris
  - Quartier des Champs-Élysées
  - Hôtel-Dieu
  - Barbès-Rochechouart
  - Métro parisien
  - Quais de Seine

- Hauts-de-Seine
  - Rueil-Malmaison
  - Quartier de La Défense (Cœur Défense)

- Yvelines
  - Pont couvert de la Gare de Saint-Quentin-en-Yvelines - Montigny-le-Bretonneux

- Québec
  - Montréal